# 宮川理佳
宮川 理佳（みやがわ りか、1985年（昭和60年）1月7日- ）は、日本の熊本県を中心に活動していたローカルタレント。熊本市北区龍田出身。

## 略歴
2008年10月から2011年9月までRKKラジオのミミーキャスター34期生として活動。その後も2022年迄リポーターとしてミミー号に乗務していた。

## 人物
3人きょうだいの真ん中で、兄と妹がいる。父親はJR九州OBで、祖父母も国鉄OB/OGである。
中学生の頃からのGLAYファンである。
愛称は「D様」、くまモンに因んだ「みやモン」等。 

## エピソード
かつて、大学生の頃から愛用しているという当時の愛車（ホンダ・ライフ（JB5後期型））のオーディオが故障した際、同じくRKKラジオのパーソナリティであるイズミダタツヤに交換を依頼、イズミダは2017年2月18日、「土曜だ!!江越だ!?」の「サタピン隊」中継の合間にRKKの駐車場で作業を行っており、作業中に出番となりポッドキャスト連動「隊長コーナー」に出演。作業直後にも「サタピン隊・突然クイズ」に出演しており、作業に立ち会っていた宮川も出演している。

## 過去の担当番組等

### 出演者として

#### ラジオ
RKKラジオ
- イズミダアワーそれでどうよッ! （ゲスト・2013年1月19日[14]）
- まさやんのラジオ・デスマス - MC[15]（2013年4月-2017年3月）
- 夏休み・ラジオdeくまモン体操 - リポーター[16]（2013年-2017年の毎年8月）
- 小学生の時間 (2019年 - 2022年、ディレクター兼任)
- カイゴバ（2021年10月1日 - 2023年3月31日、ディレクター兼任）[2]
- RKK開局60周年記念 あしたがRパーク 32時間ほぼ生放送! ラジオドラマ・しおかぜエボリューション2013 （エマノン 役[17]、2013年10月13日）

FM大分
- トラバラ（2020年2月14日、上記「トラパラ」とのコラボ特番[18]）

以下はリポーターとしての出演。
- 桂木まやのシャバダバサタデー
  - 2012年4月-2017年4月1日は「シャバダバホッと情報」担当、2018年以降2020年の番組終了まで不定期出演。
- 土曜だ!!江越だ!?（2012年4月-2017年3月） 
  - ミミー2号車担当。
- えっちゃんのサンデー・マルシェ （不定期、2011年10月-2014年3月）
- 塚原まきこの福ミミらじお
  - レギュラーとして毎週金曜日放送の「日本を元気に!!あなたの街のささえびと」（2021年4月2日 - 2022年3月25日）←「トヨタ街角ステーション」（2019年4月12日 - 2021年3月26日）を担当。

### CM

#### ラジオCM
- ホンダカーズ熊本[19]

#### テレビCM
- 月刊タウン情報クマモト[20]

### ディレクターとして

#### ラジオ
RKKラジオ
- 録音風物誌（熊本放送担当の回、基本的にナレーションも担当している。2013年9月16日-9月22日放送分[21]、2014年6月2日-6月9日放送分[22]、2015年1月26日-2015年2月1日放送分[23]、2015年10月12日-2015年10月18日放送分[24]、2020年1月13日-2020年1月19日放送分[25]等）
- 日曜GOGOチューン
- RKK開局60周年記念番組 くまもとまるっと見てあ～る記!（2013年、一部回を担当）
- ラジてん（木曜、? - 2021年9月）
- トラパラ
  - 本来はディレクター（通称：D様、2019年7月 - ）だが、草野遥の産休に伴い代理でパーソナリティをつとめた時期（2020年9月26日放送分 - 2021年1月9日放送分）もある。ディレクションのみの場合においても、時折笑い声やツッコミを入れている。

他多数

#### テレビ
RKKテレビ
- サウンドステディ（? - 2022年3月）